# تشارلز أنسون بوند
تشارلز أنسون بوند (بالإنجليزية: Charles Anson Bond)‏ هو سياسي أمريكي، ولد في 3 فبراير 1873 بفندلي في الولايات المتحدة، وتوفي في 5 يناير 1943. حزبياً، نشط في الحزب الجمهوري.